# Myotis grisescens
Myotis grisescens is een zoogdier uit de familie van de gladneuzen (Vespertilionidae). De wetenschappelijke naam van de soort werd voor het eerst geldig gepubliceerd door A.H. Howell in 1909.

## Voorkomen
De soort komt voor in de Verenigde Staten.